# Хосе Хервасіо Артігас
Хосе́ Херва́сіо Арті́гас (ісп. José Gervasio Artigas; 19 червня 1764 — 23 вересня 1850) — уругвайський політичний діяч, один з керівників визвольного руху проти іспанців у Південній Америці. Національний герой Уругваю.

## Біографія
Виходець з поміщиків. Був капітаном іспанської армії.
1811 року взяв участь у повстанні пастухів-гаучо проти іспанців. Повстанці на чолі з Артігасом визволили Уругвай від іспанського панування, а 1815 року розбили військо Буенос-Айреса, що вторглося в країну. Артігас підтримував ідею створення Сполучених провінцій Південної Америки.
Протягом 1816—1820 років Артігас керував боротьбою проти намагань приєднати Уругвай до Бразилії.
Після 1820 року Артігас відійшов від політичного життя.